# Parque Nacional Volcán Isluga
O Parque Nacional Volcán Isluga é uma unidade de conservação com uma área de 174.744 hectares, localizada nas comunas Colchane, Camiña e Huara, na região chilena de Tarapacá.

## Características
Possui quatro climas distintos: clima desértico de altitude, na região oeste do parque, em uma zona pré cordilheiras que chegam até 4.000 metros de altitude; clima de estepe de altitude, na região central e leste da unidade, que começa a partir dos 4.000 metros de altitude; clima desértico de altitude de vertente oriental, na região próxima da fronteira entre Chile e Bolívia, com altitude inferior a 4.000 metros; e clima de gelo por efeito de altitude nos pontos mais altos do parque, que ultrapassam dos 5.000 metros de altitude.
As vegetações que se apresentam no parque são de arbustos desérticos com suculentas colunar; de estepes arbustivas de pré cordilheira altiplanica; de estepe alta-andina sub desértica; e estepe alta-andina de Lauca.
Na fauna silvestre do parque, podemos encontrar guanacos (Lama guanicoe) e vicuñas (vicugna vicugna); na fauna doméstica, podemos encontrar llamas (lama glama), alpaca (Lama pacos), e ovinos.

## Vulcão Isluga
É um dos principais ponto de interesse dentro do parque, dando origem ao nome da unidade. O vulcão possui 5.550 metros de altitude, e está localizado muito próximo a fronteira entre o Chile e a Bolívia. Sua cratera possui 400 metros de diâmetro, é coberta de neve, e há a presença de uma fumarola contínua. A última atividade confirmada ocorreu em dezembro de 1960.